# Most George Washingtona
Most George Washingtona (anglicky George Washington Bridge) je visutý most, který vede přes řeku Hudson, spojující newyorskou čtvrť Washington Heights na Manhattanu pomocí dálnice Interstate 95. Cesta US Route 46, která vede z New Jersey, končí v půli cesty přes most na státní hranici. Most je považován za jeden ze světově nejvytíženějších mostů v oblasti automobilového provozu. Přes most projelo v roce 2007 107 912 000 vozidel. Most vlastní vládní agentura Port Authority of New York and New Jersey, která vlastní a provozuje několik mostů, tunelů a letišť v New Yorku a New Jersey.
Most zajišťuje hlavní způsob, jak se lidé z Manhattanu dostanou do čtvrtě Fort Lee v New Jersey. Obsahuje dvě úrovně – horní úrovni čtyř pruhů v každém směru a nižší úrovni se třemi pruhy v každém směru, takže celkem 14 pruhů. Kromě toho na každé straně mostu je chodník pro pěší provoz. Omezení rychlosti na mostě je 70 km/h, i když často přetížení mostu zpomaluje provoz, zejména během ranní a večerní špičky. Most George Washingtona má největší kapacitu ze všech mostů na světě.